# Le Temps des amants
Pour plus de détails, voir Fiche technique et Distribution.
Le Temps des amants (Amanti) est un film franco-italien de Vittorio De Sica sorti en 1968.

## Fiche technique
- Titre : Le Temps des amants
- Réalisation : Vittorio De Sica
- Production : Arthur Cohn, Herschell Gordon Lewis et Carlo Ponti
- Affiche : Giulio Nistri (Italie)

## Distribution
- Faye Dunaway : Julia
- Marcello Mastroianni : Valerio
- Caroline Mortimer : Maggie
- Karin Engh : Griselda
- Yvonne Gilbert : Marie
- Enrico Simonetti : L'hôte de la soirée